# Авдулла Хоті
Авдулла Хоті (алб. Avdullah Hoti; нар. 4 лютого 1976) — косовський економіст і політик, прем'єр-міністр Косова з 3 червня 2020 року до 22 березня 2021. Голова парламентської групи Демократичної ліги Косова з 2017 по 2020 рік.

## Біографія
Вивчав менеджмент та інформатику на економічному факультеті Приштинського університету (1994—1998), працював асистентом з 1998 року. Потім було навчання в магістратурі та докторантурі Стаффордширського університету. З 2008 року він викладав у Приштинському університеті, з 2012 року — доцент.
Член правління ДЛК з 2010 року. З 2010 по 2013 рік — заступник мера Приштини. На парламентських виборах 2014 року він був обраний депутатом.
З грудня 2014 року по серпень 2017 року працював міністром фінансів в уряді Іси Мустафи.
Кандидат на пост прем'єр-міністра на парламентських виборах 2017 року.
З лютого по березень 2020 року — перший віцепрем'єр.
У червні 2020 року Хоті став прем'єр-міністром. Після обрання нового уряду попередник Авдулли Хоті, Альбін Курті, подав скаргу до Конституційного суду з вимогою визнати незаконним обрання Хоті на посаду прем'єр-міністра. Суд задовольнив скаргу у грудні 2020 року та закликав президента призначити дату нових виборів.